# Спорт в Австралії
Спорт в Австралії є важливою складовою частиною культурного життя нації. Це визнається на державному рівні, в державному уряді створено окремий підрозділ у справах спорту — Австралійська спортивна комісія (англ. Australian Sports Commission; ASC). В уряді Скотта Моррісона справами спорту опікується Бриджит Маккензі, міністр місцевого самоврядування, децентралізації, регіональних служб та спорту. Кожен четвертий австралієць у віці від 15 років регулярно займається якимось з видів спорту. Австралійці традиційно славетні плавці, серфери й гравці у великий теніс, це найпопулярніші аматорські види спорту в країні. Популярні також кінний спорт, регбі та крикет, баскетбол та мотоперегони. 2016 року Австралійська спорткомісія повідомила, що наймасовішими видами спорту в країні є плавання, їзда на велосипеді та футбол. До найрейтинговіших телевізійних програм на австралійському телебаченні потрапляють такі видовищні спортивні змагання, такі як Літні Олімпіади, Чемпіонат світу з футболу, Ешес (змагання між командами Англії та Австралії), фінальні матчі Національної ліги з регбі та Австралійської футбольної ліги.

## Регбі
Австралія унікальна тим, що має професійні ліги з чотирьох видів футболу. Австралійський футбол, найстарший вид футболу, найпопулярніший у Австралії вид спорту з точки зору доходів та кількості вболівальників. Уперше він виник у Мельбурні наприкінці 1850-х років і з тих пір залишається найпопулярнішим різновидом футболу в усіх штатах, окрім Нового Південного Уельсу та Квінсленду, де більше популярний регбіліг. Третім за популярністю різновидом є звичайне регбі.

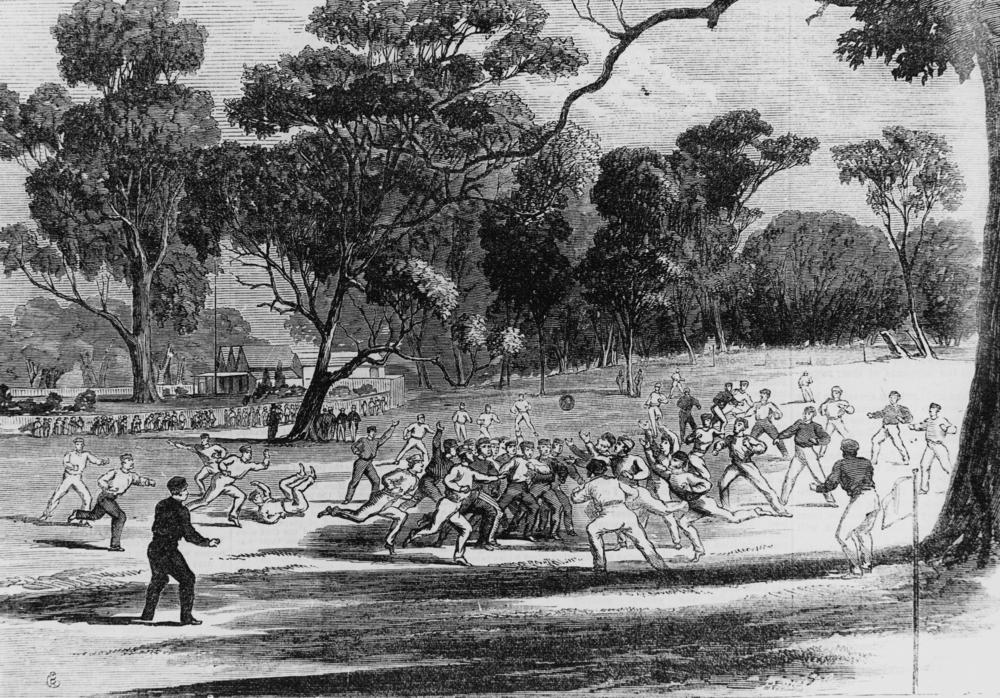
Гра в австралійський футбол у Мельбурні, 1866 рік
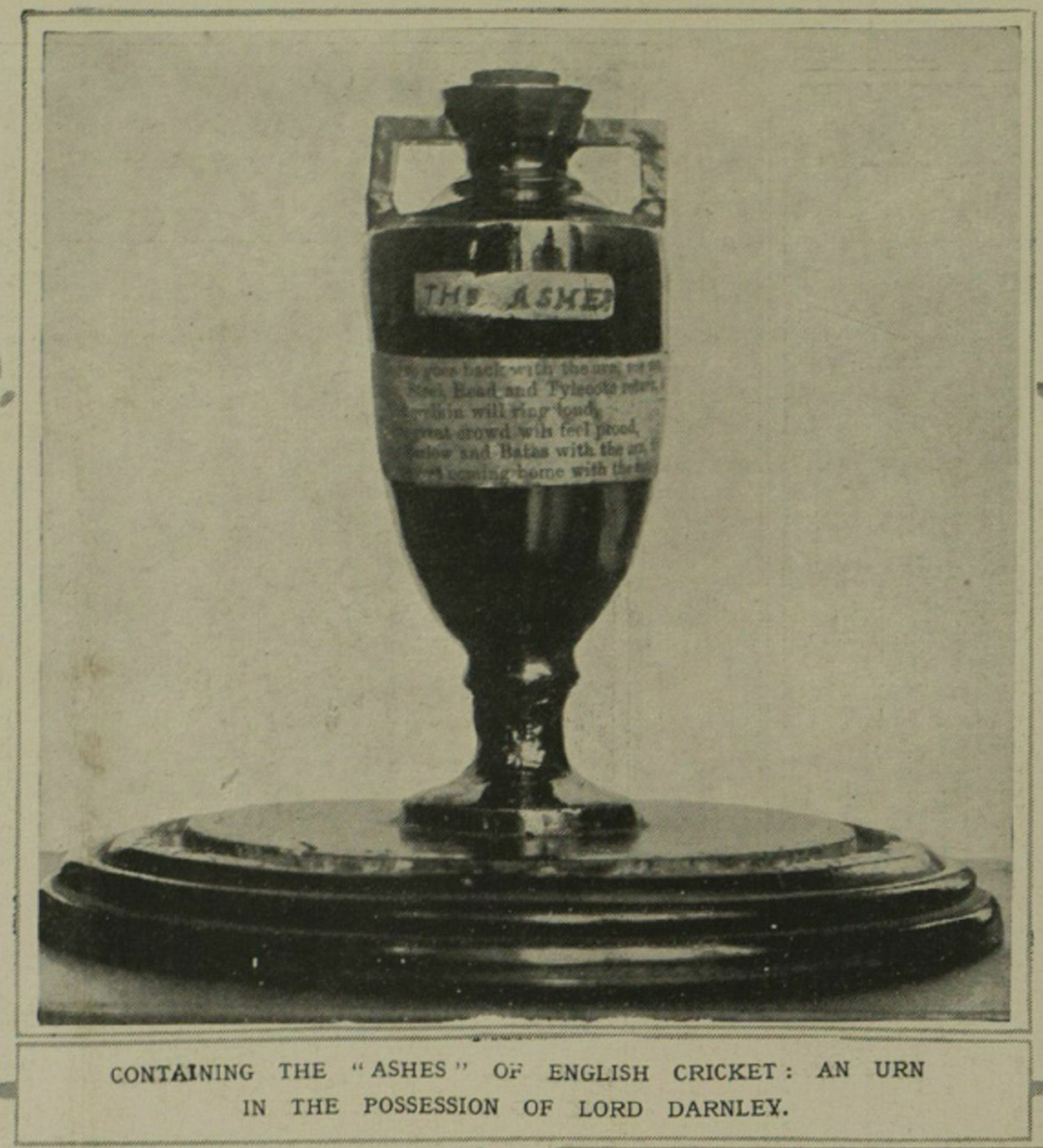
Одна з ранніх світлин кубка Ешес, 1921 рік
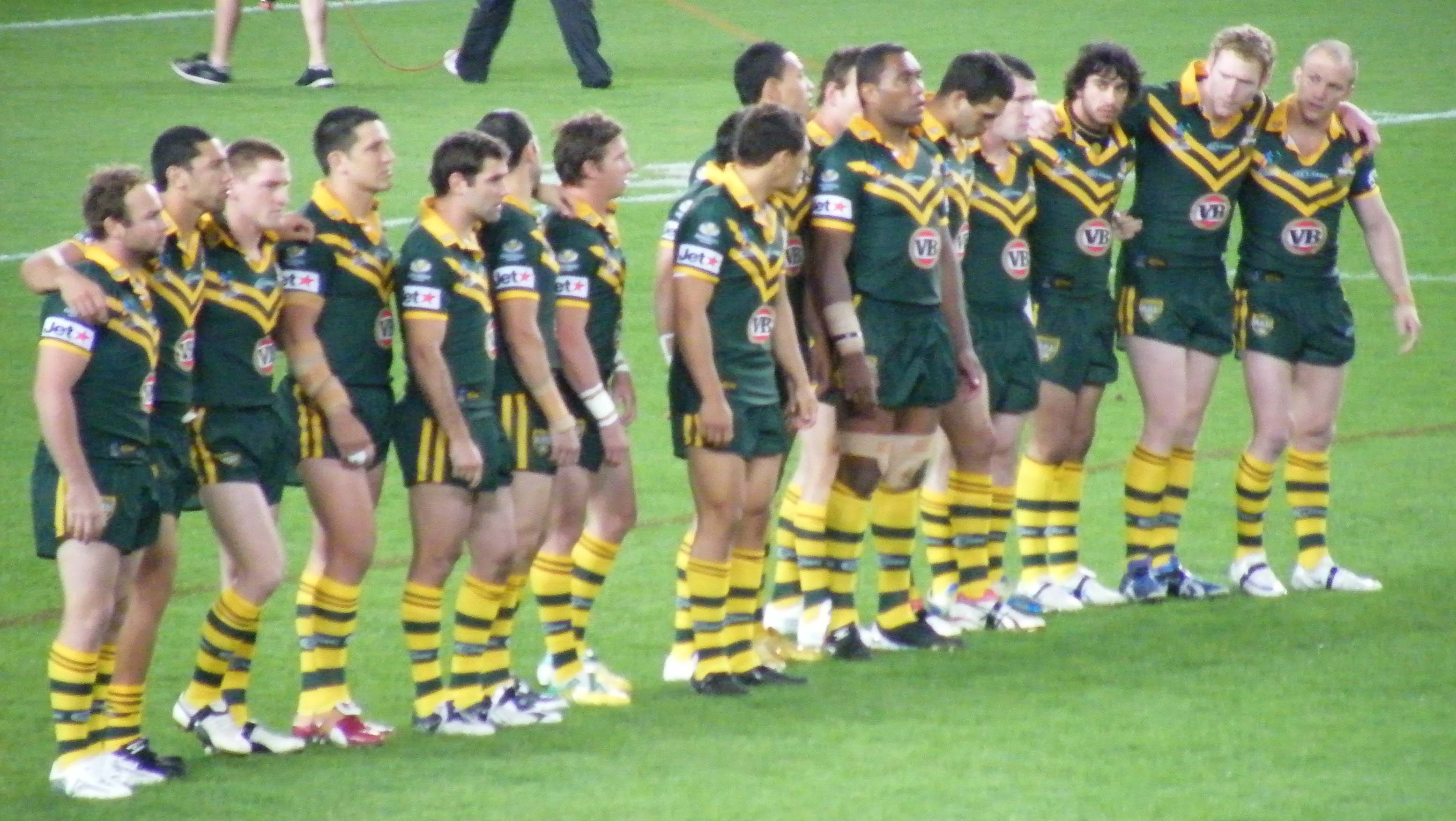
Національна збірна з регбі 2008 року
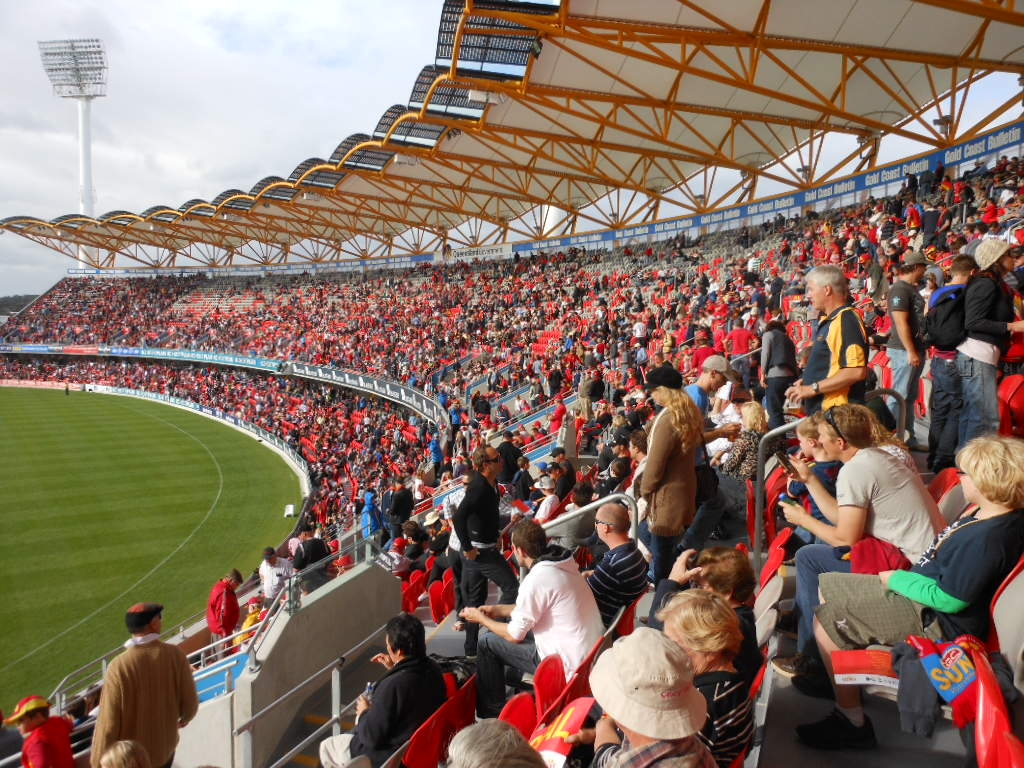
Стадіон Каррара у Голд-Кості

## Футбол
Європейський вид футболу, хоча і займає четверте місце за популярністю та капіталовкладеннями серед інших видів футболу, проте це наймасовіший вид футболу в країні. Австралійська збірна з футболу є регулярним учасником Чемпіонату світу ФІФА, окрім того вигравала Кубок націй ОФК чотири рази, а також Кубок Азії з футболу — це єдина країна, що виграла чемпіонати в двох різних конфедераціях ФІФА.

## Крикет
Національна збірна Австралії з крикету бере участь у кожному чемпіонаті світу, команда дуже успішна в цьому виді спорту, вигравала турнір п'ять разів (у 1987,1999, 2003, 2007 та 2015 році), що є рекордом.

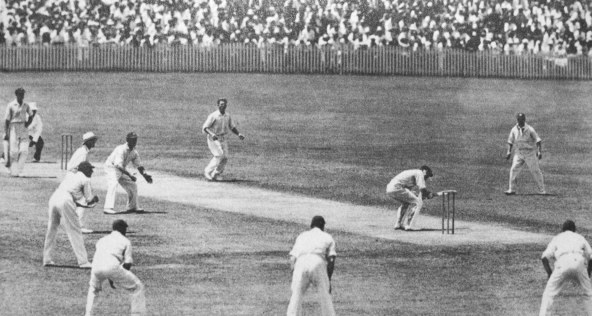
Крикет у Брисбені, 1933 рік
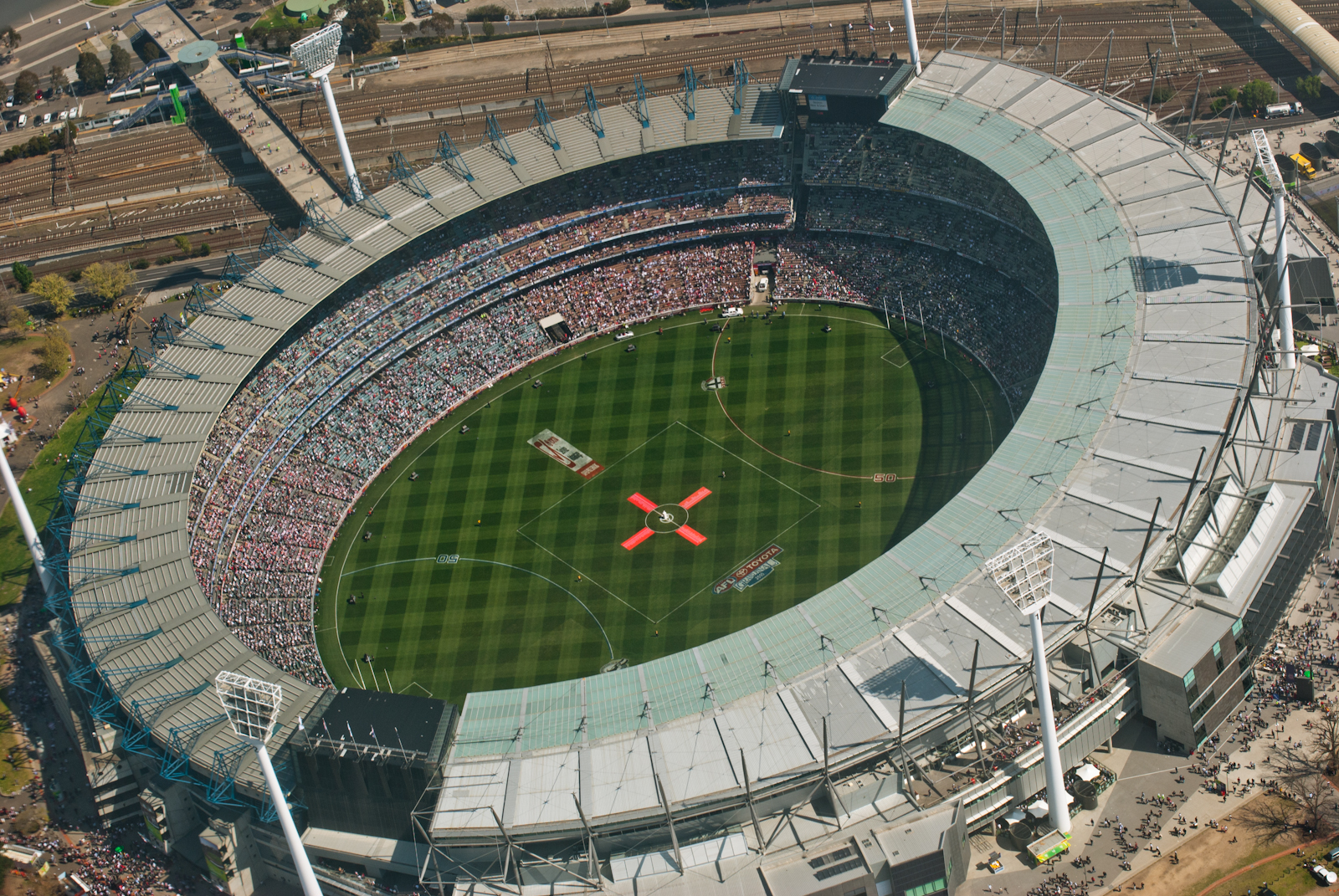
Мельбурн Крикет Граунд

## Теніс
Один з найпопулярніших аматорських видів спорту. У країні проходить один з етапів міжнародного тенісного турніру Великого шолома — Відкритий чемпіонат Австралії з тенісу (англ. Australian Open).

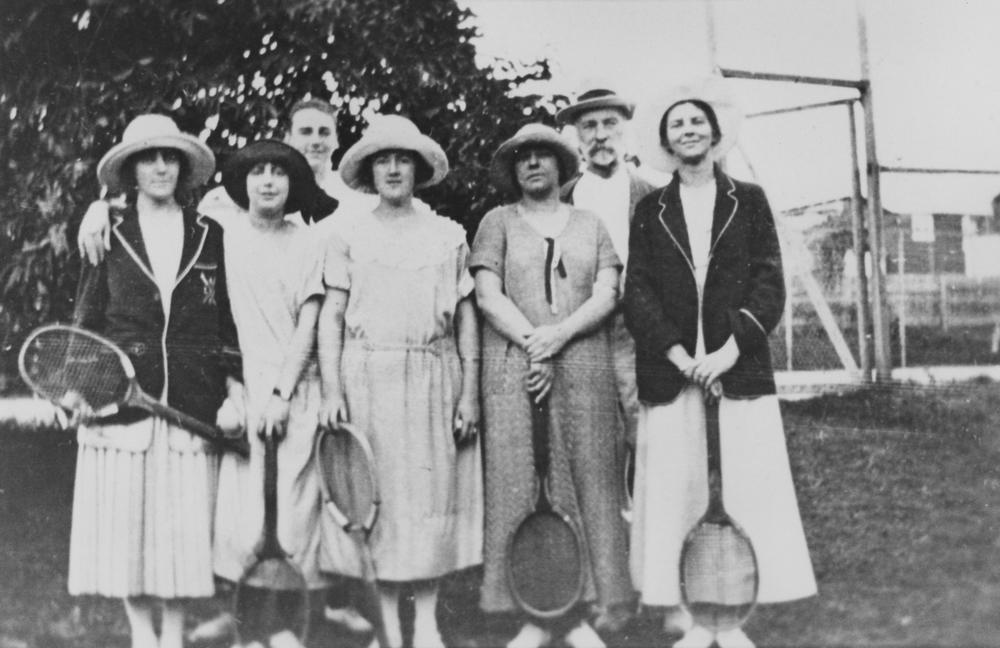
Австралійські тенісистки, 1922 рік

## Інші види спорту
Рух пляжних рятувальників-серфінгістів (англ. surf lifesaving) зародився в Австралії, тому волонтер-рятувальник на морі — одна із знакових професій країни, як пожежник у Нью-Йорку.
Щорічні кінні змагання на Кубок Мельбурна у перший вівторок листопада викликає великий інтерес у глядачів.
Щорічна королівська регата із Сіднея до Гобарта, що розпочинається другого тижня лютого і триває 3 дні, викликає великий інтерес у глядачів.
Австралійська збірна з баскетболу регулярно конкурує з провідними баскетбольними командами світу, вона входить до трійки лідерів з кваліфікації до баскетбольного турніру на літніх Олімпійських іграх.
Серед видовищних спортивних змагань — автоперегони Формули-1 Формула-1 — Гран-прі Австралії в Аделаїді.

## Зимові види спорту
Уперше кататися на лижах в Австралії почали в 1860-х роках, в Австралійських Альпах. Там та у горах Тасманії сезонно проводять змагання із зимових видів спорту.

## Міжнародні змагання
2015 року австралійська збірна вперше брала участь у Тихоокеанських іграх.

### Олімпійські ігри
Австралія є членом Міжнародного олімпійського комітету (IOC) і має власний національний комітет. Австралія унікальна тим, що її збірна одна з п'яти спортивних націй, що брали участь в усіх літніх олімпійських іграх. Країна двічі приймала літню Олімпіаду, 1956 року в Мельбурні та 2000 року в Сіднеї.

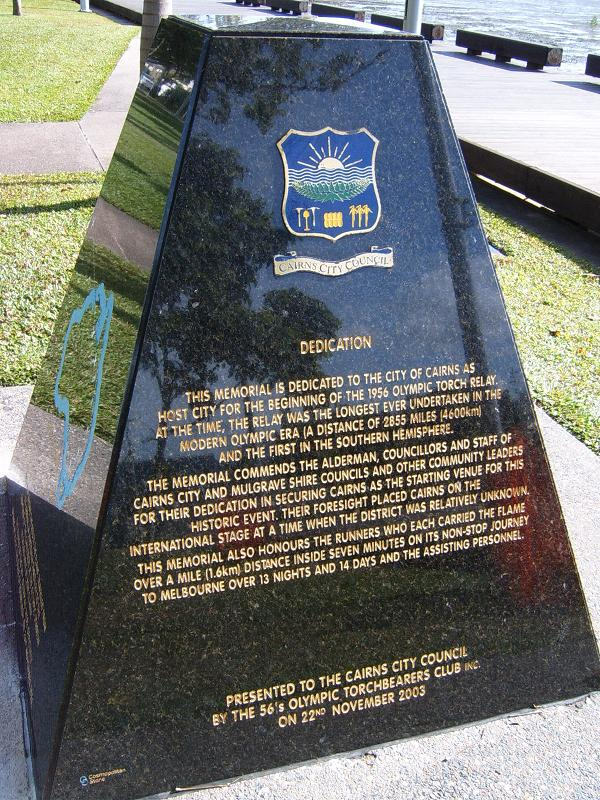
Монумент у Мельбурні на честь естафети олімпійського вогню 1956 року
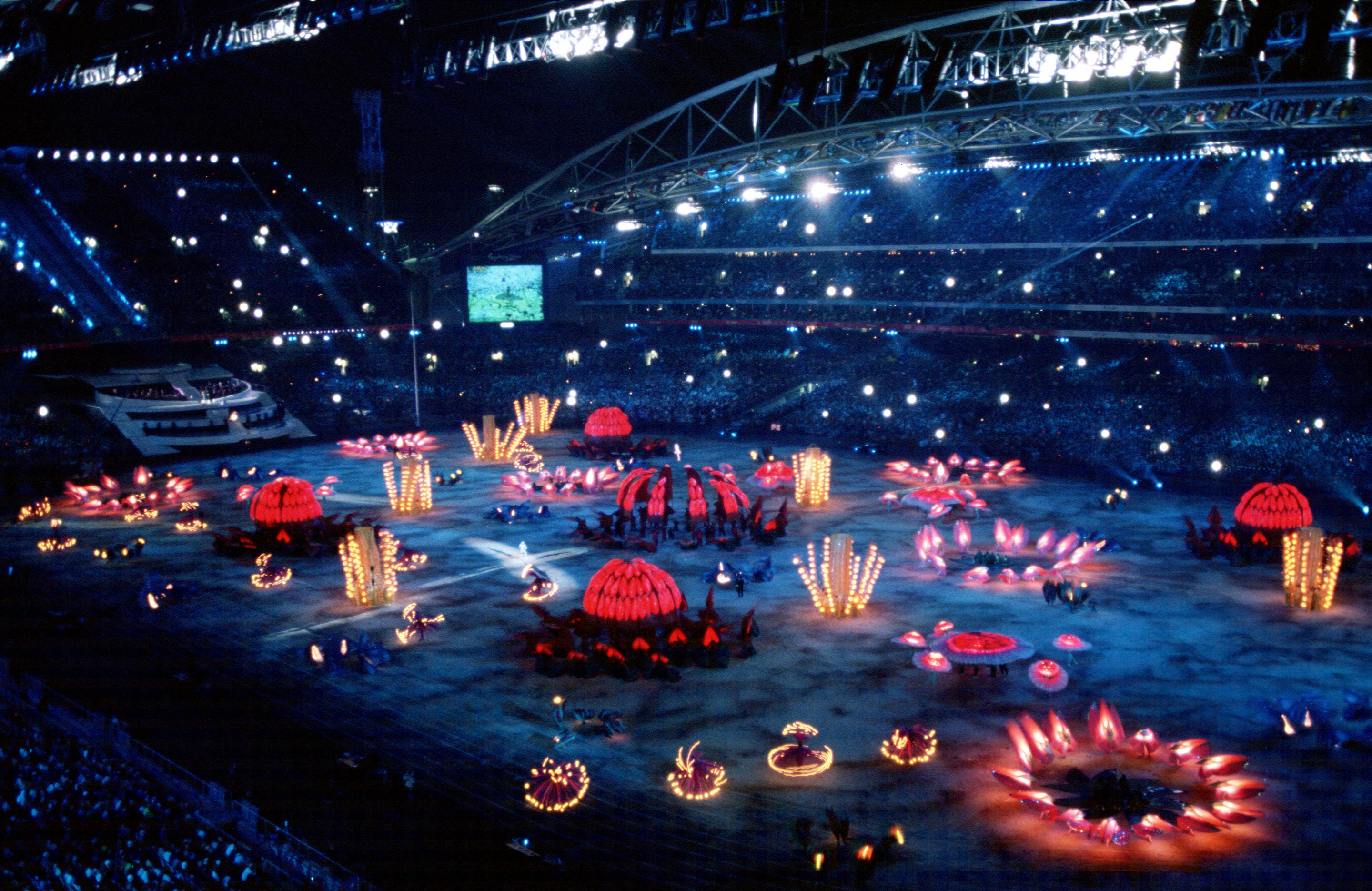
Церемонія відкриття літніх олімпійських ігор у Сіднеї, 2000 рік
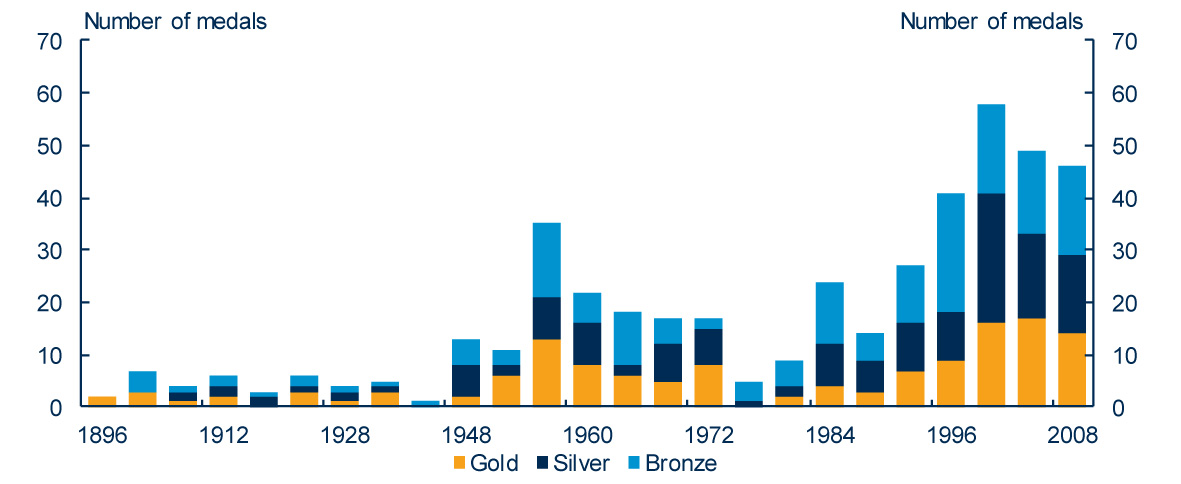
Статистика медалей австралійської збірної

### Ігри Співдружності
Австралія брала участь в усіх іграх Співдружності й п'ять разів була країною-господарем — 1938 року в Сіднеї, 1962 року в Перті, 1982 року в Брисбені, 2006 року в Мельбурні та 2018 року в Голд-Кості.